# Clapton Chronicles: The Best of Eric Clapton
Clapton Chronicles: The Best of Eric Clapton – jeden z kompilacyjnych albumów Brytyjskiego gitarzysty Erica Claptona. Płyta wydana została 12 października 1999 roku, a materiał pochodzi z nagrań z lat 1984–1999. Na kompozycji znalazły się dwie nowe piosenki - "Blue Eyes Blue" i "Get Lost". Album pokrył się platyną m.in. w Stanach Zjednoczonych, Wielkiej Brytanii i Niemczech.

## Lista utworów
1. "Blue Eyes Blue" (Rob Cavallo, Diane Warren) - 4:42
2. "Change the World" (Babyface) - 3:55
3. "My Father's Eyes" (Clapton, Simon Climie) - 5:24
4. "Tears in Heaven" (Clapton, Russ Titelman) - 4:33
5. "Layla (wersja Unplugged)" (Clapton, Russ Titelman, Jim Gordon) - 4:37
6. "Pretending" (Russ Titelman, Jerry Williams) - 4:43
7. "Bad Love" (Clapton, Russ Titelman) - 5:14
8. "Before You Accuse Me" (Russ Titelman, Ellas McDaniel) - 3:57
9. "It's In the Way that You Use It" (Clapton, Tom Dowd) - 4:11
10. "Forever Man" (Ted Templeman, Lenny Waronker) - 3:11
11. "Running On Faith (wersja Unplugged)" (Russ Titelman) - 6:26
12. "She's Waiting" (Clapton, Phil Collins) - 4:58
13. "River of Tears" (Clapton, Climie) - 7:21
14. "Get Lost" (Clapton, Climie) - 4:21
15. "Wonderful Tonight (wersja live" (Clapton, Russ Titelman) - 5:27

## Twórcy
- Babyface – producent
- Dave Bargeron – puzon
- Jim Barton – inżynier dźwięku
- Jeff Bova – organy
- Jimmy Bralower – automat perkusyjny
- Michael Brecker – saksofon
- Randy Brecker – trąbka
- Gary Brooker – instrument klawiszowy, wokal
- David Campbell – aranżacja
- Lenny Castro – instrument perkusyjny, kongi
- Rob Cavallo – producent
- Eric Clapton – gitara, wokal, producent
- Alan Clark – gitara basowa, organy
- Simon Climie – instrument klawiszowy, producent
- Phil Collins – perkusja, producent, wokal
- Greg Curtis – instrument klawiszowy, wokal
- Tom Dowd – producent
- Nathan East – wokal
- Jon Faddis – trąbka
- Steve Ferrone – perkusja
- Steve Gadd – perkusja
- Chyna Gordon – wokal
- Jim Keltner – perkusja
- Chaka Khan – wokal
- Chuck Leavell – instrument klawiszowy
- Marcy Levy – wokal
- Andy Fairweather Low – gitara
- Steve Lukather – gitara
- Jamie Muhoberac – instrument klawiszowy
- Tessa Niles – wokal
- Dave O'Donnell – inżynier dźwięku
- Jamie Oldaker – perkusja
- Phil Palmer – gitara
- Greg Phillinganes – pianino
- Tim Pierce – gitara
- Jeff Porcaro – perkusja
- Jack Joseph Puig – inżynier dźwięku
- Joe Sample – pianino
- Henry Spinetti – perkusja
- Chris Stainton – organy
- Carol Steele – kongi
- Richard Tee – pianino
- Ted Templeman – producent
- Russ Titelman – producent
- Lenny Waronker – producent
- Jerry Lynn Williams – gitara, wokal
- Dave Wittman – inżynier dźwięku

## Listy sprzedaży
| Lista           | Kraj              | Pozycja |
| --------------- | ----------------- | ------- |
| Billboard 200   | Stany Zjednoczone | 20      |
| UK Albums Chart | Wielka Brytania   | 6       |